# Park Ji-hyun (femme politique)
Pour les articles homonymes, voir Park.
Park Ji-hyun (hangeul : 박지현), née en 1996, est une militante et femme politique sud-coréenne, ancienne co-présidente du Parti démocrate, le premier parti d'opposition du pays. Après avoir aidé à dévoiler un des plus grands réseaux de criminels en ligne de Corée du Sud, le Nth Room, elle se tourne vers la politique et, en mars 2022, elle est nommée co-présidente du Parti démocrate avant de démissionner en juin.
Cette année-là, elle fait partie du Time100 Next, la liste des leaders politiques en devenir du Time ainsi que l'une des 100 Women de la BBC.

## Carrière
Alors qu'elle est étudiante en journaliste et apprenti reporter à l'Université Hallym (en) à Chuncheon, elle monte avec un de ses camarades la « Team Flame ». Sous les pseudonymes de « Bull » (Park) et « Flower » (Won Eun-ji), les deux étudiantes révèlent une affaire d'exploitation sexuelle au sein de la messagerie en ligne Telegram, qui deviendra la Nth Room du nom des salons de discussions créé pour la diffusion de photos et vidéos à caractère sexuel. À l'origine, elles ont dans l'idée de travailler sur l'épidémie de caméra cachées qui gangrène la Corée du Sud mais lors de leurs investigations, elles tombent sur des salons de discussions où des femmes et de jeunes filles sont victimes de chantage pour diffuser des photos et vidéos sexuellement explicites. Elles infiltrent alors tous les salons qu'elles peuvent pour récupérer des informations et les donner à la police. Leur travail attire l'attention des journalistes Oh Yeon-seo et Kim Wan du Hankyoreh qui décide de faire leur première page sur l'affaire en novembre 2019. Bien que l'affaire prenne une dimension nationale, elle réussit à garder son identité secrète.
En juin 2020, elle participe sous son pseudonyme à l'ouverture du Centre unique de soutien aux victimes de crimes sexuels numériques de Gyeonggi-do présidé par l'ancien candidat démocrate à la présidence Lee Jae-myung alors gouverneur du Gyeonggi. Le 27 janvier 2022, elle rejoint le comité de campagne du candidat Lee en tant que vice-présidente du Comité des femmes. C'est lors de sa nomination qu'elle dévoile pour la première fois son nom.
Le 13 mars 2022, après une vague de démissions à la suite de leur défaite lors de l'élection présidentielle, Park est nommée comme co-présidente du Parti démocrate de Corée du Sud par intérim. Elle démissionne finalement le 4 juin de la même année après une nouvelle défaite aux élections locales du 1er juin où le Parti ne remporte que 5 sur les 17 postes de maires et de gouverneurs métropolitains. Bien que son mandat ait été court, elle considère qu'elle a eu le temps de découvrir le « vrai visage de la politique coréenne ». Après avoir démissionné, elle reste membre du Parti et donne des conférences sur la politique auprès des jeunes dans les universités tout en prenant des cours à la Vanzeon School, un institut politique indépendant. En juillet, elle demande l'autorisation du Parti de se lancer dans la course pour la nomination au poste de présidente du Parti mais celui lui est refusé de fait de son manque d'expérience.
En 2022, Park Ji-hyun fait partie des 100 Women de la BBC en tant que « réformatrice politique » pour son travail dans la révélation de la Nth Room ainsi que pour son militantisme pour une meilleure égalité dans la politique.
Elle écrit un ouvrage sur son expérience, un mélange d'essai et de mémoires qui sort le 26 décembre 2022.